# Schollglas

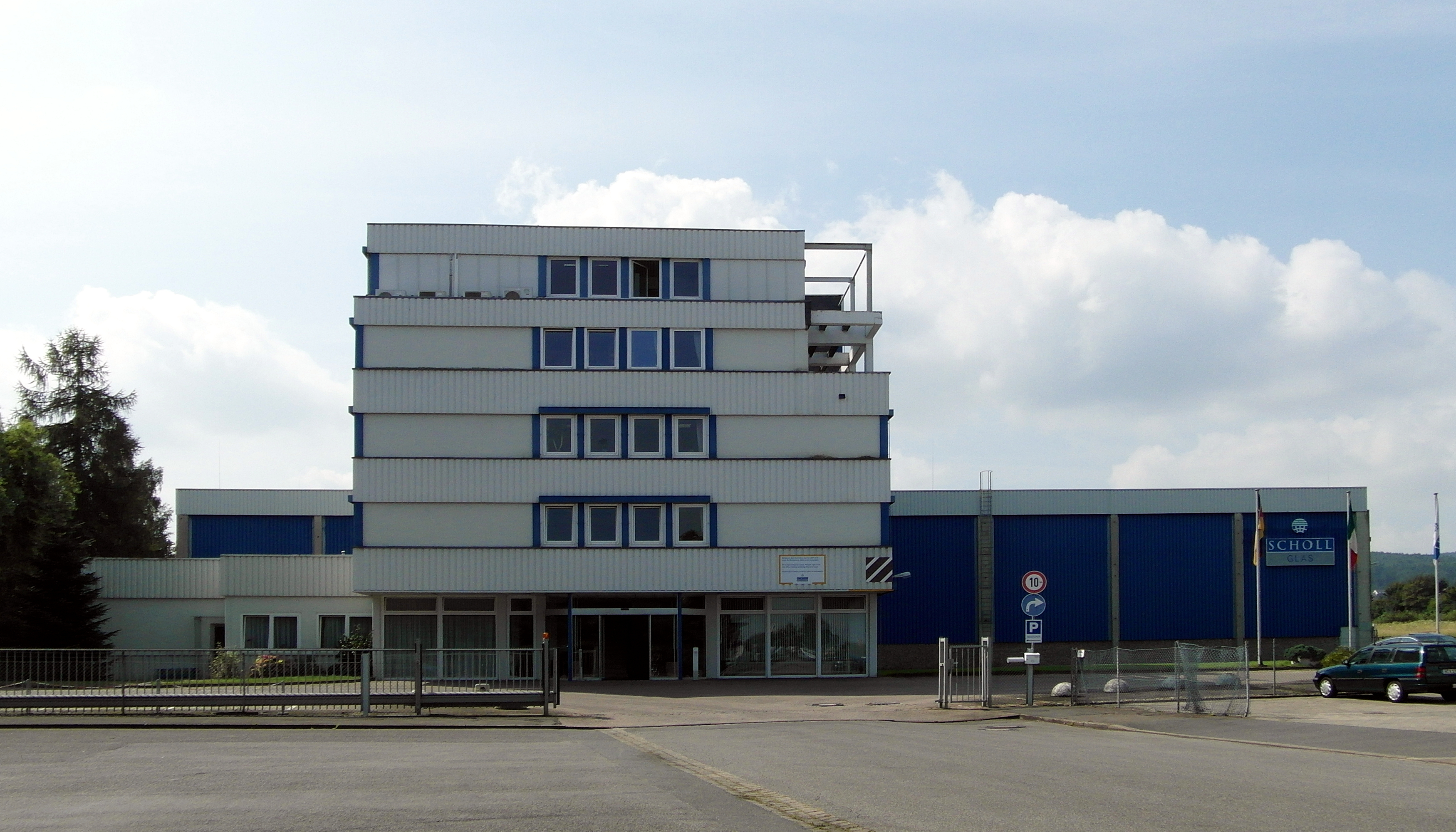
Schollglas in Barsinghausen

Die Schollglas GmbH ist ein 1969 gegründetes, mittelständisches Unternehmen mit Hauptsitz in Barsinghausen. Heute ist die Schollglas Unternehmensgruppe ein global orientiertes und konzernunabhängiges Firmennetzwerk mit rund 1.300 Mitarbeitern und 13 Produktionsstätten, Beratungs- und Vertriebsbüros im In- und Ausland und bedient verschiedenste Marktsegmente. Die Unternehmensgruppe verfügt über Erfahrung und Kompetenz in den Bereichen Produktion, Veredelung und Handel von und mit Flachglas aller Art.
Nach dem Eisenbahnunfall von Eschede entwickelte die Schollglas Gruppe ein neues, innovatives Leichtglas für den neuen ICE. Dieses erleichtert Rettungskräften die Bergung der Fahrgäste. Die Gruppe erhielt für diese Entwicklung den Innovationspreis der deutschen Wirtschaft 2003 für mittelständische Unternehmen.

## Produkte und Leistungen
Die Produkte decken das gesamte Spektrum von energiesparenden High-Tech-Isoliergläsern für Fenster und Fassaden bis hin zu dem wachsenden Bedarf an individuellen Speziallösungen für den Bereich des gestalterischen Innenausbaus ab. Auch die steigende Nachfrage im Bereich Sicherheitsglas wird mit teilvorgespanntem Glas, Einscheiben-Sicherheitsglas oder Verbund-Sicherheitsglas bedient.

## Objekte
- Mariinsky-Theater 2, St. Petersburg/RU, 2013, Diamond Schmitt Architects, Toronto/CA, KB ViPS Architects St. Petersburg/RU
- Kilden Performing Arts Centre, Kristiansand/NO, 2012, ALA Architects, Helsinki/FIN
- Porsche Design Store, München/DE, 2012, Blocher Blocher Partners, Stuttgart/DE
- Harpa Reykjavík Concert & Conference Center, Reykjavík/IS, 2011, Henning Larsen Architects, Kopenhagen/DK, Batteríid Architects, Hafnarfjrdur/IS, Studio Olafur Eliasson Berlin/DE, Kopenhagen/DK
- Konzernzentrale Deutsche Börse, Eschborn/DE, 2011, KSP Jürgen Engel Architekten, Frankfurt am Main/DE
- Kulturværftet, Helsingør/DK, 2011, AART Architects, Aarhus/DK
- Amazonienhaus der Wilhelma, Stuttgart/DE, Fertigstellung 1999, Auer+Weber+Assoziierte, Stuttgart/DE, Sanierung 2009
- phæno, Wolfsburg/DE, 2005, Zaha Hadid, London/UK
- Gallileo, Frankfurt am Main/DE, 2003, Novotny Mähner Assoziierte, Offenbach am Main/DE
- Neubau der NORD/LB, 2002, Hannover/DE, Behnisch Architekten, Stuttgart/DE